# Bizu
Pour l’article ayant un titre homophone, voir bizut.
Bizu est une série de bande dessinée d'aventure française créée par Jean-Claude Fournier en 1967 pour Spirou.

## Description

### Personnages
- Bizu, un lutin vivant dans la Brocéliande, un monde féerique où magies et sorcelleries sont permises.
- Mukès, le champignon parlant qui tient toujours compagnie à Bizu.
- Schnockbul, le voisin de Bizu, un étrange lutin noir velu à la peau rouge ayant pour signe assez particulier de parler avec un cheveu sur la langue, et de semer des fleurs sur son chemin, c'est-à-dire qu'à chaque chemin qu'il prend, des fleurs éclosent. C'est un excellent musicien.
- Le facteur est obligé de poster les lettres chez Bizu, ce qui n'est pas toujours facile pour lui de traverser la Brocéliande[pas clair].

## La série

### Développement
Alors qu'il n'avait que vingt-trois ans, Jean-Claude Fournier présenta à Maurice Rosy, en automne 1966, les premières planches d'un personnage nommé Bizu. Ce nom vient du mot breton « bizuth » qui a pour signification du « nouveau ». Ensemble ils rendent visite au rédacteur en chef Yvan Delporte qui se disait très intéressé par l'atmosphère de Brocéliande où vit le curieux personnage. À cette époque-là, Fournier dessinait dix planches par mois pour gagner sept mille francs.
Au début des aventures, la forêt où habitent les personnages se nommait Frotéliande. À partir de 1975, elle prit le nom de Brocéliande.

### Analyse
Durant le travail, Jean-Claude Fournier était souvent assisté par Gérard Cousseau alias Gégé pour certaines planches.

## Publications

### Revue
- Pourquoi pas ?, Spirou, no 1509 au no 1512, 16 mars 1967[4]
- La Vielle qui fait tilt, Spirou, no 1519 au no 1531, 25 mai 1967[4]
- Le Piège mélomane, Spirou, no 1558 au no 1578, 22 février 1968[4]
- La P'tite flamme à Schnockbul, Spirou no 1590 (1968)
- L'Œuf de Noël, Spirou, no 1860, (1973)
- La Nuit du pou, Spirou, no 1966, (1975)
- Un violon ne fait pas le printemps, Spirou, no 2031, (1977)
- Minute papillon, Spirou, no 2043, (1977)
- Histoire sans titre, Spirou, no 2088, (1978)
- La Harpe sauvage, Spirou, no 2120, (1978)
- Le Biniou sauvage, Spirou, no 2135, (1979)
- Un biniou sauvage à la mer, Spirou, no 2147, (1979)
- Le Moulin à paroles, Spirou-festival, (1981)
- Le Prince sans rire, Spirou, no 2293 au no 2296, (1982)
- Le Retour du pou, Spirou, no 2541, (1986)

### Albums
- 0 Bonjour Bizu, Dupuis, Péchés de jeunesse, Marcinelle, janvier 1982
Scénario et dessin : Jean-Claude Fournier Il reprend trois histoires prépubliées dans le journal Spirou : Pourquoi pas ? (1967), La Vielle qui fait tilt (1967) et La Nuit du pou (1975).
- 1 Le Signe d'Ys, Fleurus, février 1986
Scénario et dessin : Jean-Claude Fournier - Couleurs : Anne-Marie d'Authenay
- 2 Le Fils de Fa Dièse, Fleurus, octobre 1986
Scénario et dessin : Jean-Claude Fournier - Couleurs : Anne-Marie d'Authenay
- 3 Le Chevalier potage, Dupuis, Marcinelle, octobre 1990
Scénario et dessin : Jean-Claude Fournier - Couleurs : Anne-Marie d'Authenay Il est publié pour la première fois du no 2675 au no 2681 du journal Spirou, puis comme quatrième album de la série (portant le numéro 3 car la série est numérotée à partir de 0).
- 4 Le Trio Jabadao, Dupuis, Marcinelle, mai 1991
Scénario et dessin : Jean-Claude Fournier - Couleurs : Anne-Marie d'Authenay Il est publié pour la première fois du no 2737 au no 2748 du journal Spirou.
- 5 La Croisière fantôme, Dupuis, Marcinelle, octobre 1992
Scénario et dessin : Jean-Claude Fournier - Couleurs : Anne-Marie d'Authenay Il est publié pour la première fois du no 2816 au no 2825 du journal Spirou.
- 6 La Houle aux loups, Dupuis, Marcinelle, octobre 1994
Scénario et dessin : Jean-Claude Fournier - Couleurs : Anne-Marie d'Authenay Il est publié pour la première fois du no 2937 au no 2945 du journal Spirou.

Inédit
- Le Grand désordre, Fleurus, Annoncé
Scénario et dessin : Jean-Claude Fournier[5]

## Hommage
Une école de la Mayenne porte le nom d'école Bizu. Ce fut un cadeau à Jean-Claude Fournier, un jour qu'il était de passage pour remettre un prix à l'occasion du festival de BD de Laval.